# Mortal Kombat : Destruction finale
Série Mortal Kombat (1995)
Mortal Kombat
(1995)
Pour plus de détails, voir Fiche technique et Distribution.
Mortal Kombat : Destruction finale ou Mortal Kombat 2 - L'anéantissement au Québec (Mortal Kombat: Annihilation) est un film américain réalisé par John R. Leonetti et sorti en 1997. C'est la suite de Mortal Kombat réalisé par Paul W. S. Anderson et sorti en 1995 et basé sur de la série de jeux vidéo Mortal Kombat.

## Synopsis
Le seigneur Raiden, Liu Kang, Johnny Cage, le lieutenant Sonya Blade et la princesse Kitana sont revenus victorieux du Mortal Kombat. Selon le règlement du tournoi, la Terre est sauve pendant une génération grâce à leur victoire. Mais l'empereur d'Outremonde, Shao Kahn, décide d'enfreindre le règlement en envahissant immédiatement la Terre, ouvrant ainsi des portes dimensionnelles qui permettent la fusion de la Terre avec l'Outremonde. Raiden et ses amis n'ont que six jours pour vaincre Shao Kahn et ses guerriers, et ainsi empêcher la fusion avec l'Outremonde...

## Fiche technique
- Titre original : Mortal Kombat: Annihilation
- Titre français : Mortal Kombat : Destruction finale
- Titre québécois : Mortal Kombat 2 - L'anéantissement
- Réalisation : John R. Leonetti
- Scénariste : Brent V. Friedman et Bryce Zabel, d'après une histoire de Lawrence Kasanoff, Joshua Wexler et John Tobias, d'après la série de jeux vidéo Mortal Kombat créé par Edward J. Boon
- Musique : George S. Clinton
- Direction artistique : Nathan Schroeder
- Décors : Charles Wood et Simon Wakefield
- Costumes : Jennifer L. Parsons
- Photographie : Matthew F. Leonetti
- Son : David Farmer, John Midgley, Ken Teaney
- Montage : Peck Prior
- Production : Lawrence Kasanoff

Producteurs exécutifs : Thom Fleming et Gerrit V. Folsom
Coproducteur : Kevin Reidy
Producteur associé : Joshua Wexler
Producteurs délégués : Carla Fry, Alison Savitch et Brian Witten
- Société de production[1] : New Line Cinema et Threshold Entertainment
- Sociétés de distribution[1] : New Line Cinema (États-Unis), Metropolitan Filmexport (France)
- Budget : 30 millions de dollars[2]
- Pays de production :  États-Unis
- Langue originale : anglais
- Format[3] : couleur (DeLuxe) - 35 mm - 1,85:1 (Panavision) - son Dolby Digital | SDDS
- Genre : arts martiaux, fantastique, action, aventures
- Durée : 95 minutes
- Date de sortie[4] :
  - États-Unis : 21 novembre 1997
  - France : 31 janvier 1998 (Festival international du film fantastique de Gérardmer) ; 4 février 1998 (sortie nationale)
  - Belgique : 13 mai 1998
- Classification[5] :
  -  États-Unis : PG-13 - Parents Strongly Cautioned  (Certaines scènes peuvent heurter les enfants de moins de 13 ans - Accord parental recommandé, film déconseillé aux moins de 13 ans)
  -  France : Tous publics (visa d'exploitation no 93808 délivré le 20 janvier 1998)[6]

## Distribution
- Robin Shou  (VF : Pierre Tessier ; VQ : Gilbert Lachance) : Liu Kang
- James Remar (VF : Robert Guilmard ; VQ: Hubert Gagnon) : Raiden
- Talisa Soto (VQ : Élise Bertrand) : Kitana
- Sandra Hess (VF : Virginie Ledieu ; VQ : Anne Bédard) : Sonya Blade
- Brian Thompson (VF : Renaud Marx ; VQ : Éric Gaudry): : Shao Kahn
- Lynn 'Red' Williams (VF : Thierry Desroses ; VQ : François L'Écuyer) : Jax
- Reiner Schöne (VF : Sylvain Lemarié) : Shinnok
- Deron McBee : Motaro
- Musetta Vander : Sindel
- Marjean Holden : Sheeva
- Irina Pantaeva (VQ : Élisabeth Lenormand) : Jade
- Chris Conrad : Johnny Cage
- Litefoot (VF : Guillaume Orsat) : Nightwolf
- J. J. Perry : Cyrax, Scorpion et Noob Saibot
- John Medlen : Ermac
- Keith Cooke (VF : Bruno Carna) : Sub-Zero
- Dennis Keiffer : Baraka
- Tyrone C. Wiggins (VF : Marc François) : Rain

## Production

### Développement
Paul W. S. Anderson, réalisateur du premier film, déclinera cette suite. En 2010, dans une interview accordée à Mad Movies, il expliquera les raisons de sa décision : durant le premier film il a dû se battre continuellement avec les producteurs pour imposer ses choix artistiques. Lassé par un an et demi de "lutte", il préférera ne pas rempiler pour le second opus.

### Attribution des rôles
On ne retrouve que trois acteurs du premier opus : Robin Shou, qui reprend son rôle de Liu Kang, Talisa Soto, qui reprend son rôle de la Princesse Kitana et Keith Cooke, qui incarne Reptile dans le premier Mortal Kombat, revient en tant que Sub-Zero.
Plusieurs stars du premier opus ont refusé de revenir, officiellement pour des "incompatibilités d'agendas" . Bridgette Wilson-Sampras était occupée avec Souviens-toi l'été dernier et la comédie Une vraie blonde. Christophe Lambert tournait dans le même temps Beowulf. Toutefois, l'acteur français a admis en 2016 qu'il n'avait tout simplement pas aimé le script et n'avait pas voulu participer au long-métrage. Pour sa part, Linden Ashby qui campait Johnny Cage, est le seul comédien qui a avoué dès le départ ne pas aimer l'histoire.
Ray Park est la doublure de James Remar pour les scènes de combat de Rayden. Ce travail lui permit d'obtenir le rôle de Dark Maul dans Star Wars, épisode I : La Menace fantôme.
Michael Jai White devait endosser le rôle de Jax, mais il donna sa priorité au film Spawn.

### Tournage
Le tournage s'est déroulé dans les villes de Jerach et sur le site de Pétra en Jordanie, ainsi qu'Ayuthaya en Thaïlande, la montagne de Parys (en) au Pays de Galles et dans les studios Leavesden en Angleterre.

## Accueil

### Accueil critique
Aux États-Unis, le long-métrage a reçu un accueil critique défavorable. Sur Metacritic, il obtient un score très défavorable de la presse 11⁄100 sur la base de 12 critiques mais un score favorable du public 7,9⁄10 basé sur 470 évaluations. Sur l'agrégateur américain Rotten Tomatoes, il a également reçu un accueil critique très défavorable, recueillant 2 % de critiques positives, avec une moyenne de 2,32⁄10 sur la base de 1 critique positive et 22 négatives.

### Box-office
| Pays ou région            | Box-office                     | Date d'arrêt du box-office | Nombre de semaines |
| ------------------------- | ------------------------------ | -------------------------- | ------------------ |
| États-Unis (1er week-end) | 16 771 694 $                   | du 21 au 23 novembre 1997  | -                  |
| États-Unis                | 35 927 406 $ 8 110 000 entrées | 28 décembre 1997           | 6                  |
| France Paris              | 257 884 entrées 62 922 entrées | -                          | -                  |
| Total hors États-Unis     | 15 449 455 $                   | 28 décembre 1997           | 6                  |
| Total mondial             | 51 376 861 $                   | 28 décembre 1997           | 6                  |

## Analyse
- Dans ce film, on remarque que Sonya Blade ne porte pas la même tenue qu'elle portait à la fin du 1er opus c'est-à-dire une tenue de guerrière amazone avec pour complément un habit de moine, alors qu'au début de ce film elle porte une tenue de militaire, c'est également le cas concernant Liu Kang qui portait à ce moment-là un débardeur blanc amoché, alors que maintenant il porte une sorte de haut kimono, on imagine mal comment ces deux personnages auraient pu se changer aussi rapidement lors de l'attaque de Shao Kahn. Étant donné que ce film n'a pas été fait par le scénariste du premier opus (Paul Anderson), il est possible que ces détails aient été omis par le deuxième (John R. Leonetti). On peut également remarquer que Johnny Cage avait des lunettes sur lui alors que Goro les avait cassées dans le premier film.
- L'un des deux cyber-ninjas apparus dans le film, Smoke, lance des missiles au lieu du harpon, puisqu'il s'agit de l'attaque de Sektor dans le jeu. D'ailleurs Sub-Zéro dit à Liu Kang et Kitana "il faut vous enfuir, d'autres vont arriver" ce qui voulait sans doute dire qu'il y aurait eu Sektor avec le harpon.
- Cyrax l'autre cyber-ninja utilise des bombes comme dans le jeu mais aussi un filet avec de l'acide qui fait tuer un des combattants de Kahn alors que dans le jeu l'adversaire est neutralisé sans être mort.
- À la suite d'une rencontre entre Liu Kang et Sub Zero (frère cadet de l'original qui meurt dans le film précédent), Scorpion refait surface malgré le fait qu'il est mort durant son combat contre Johnny Cage dans le film précédent à moins que Scorpion avait lui aussi un petit frère apparu en même temps que celui de Sub-Zéro bien que ça n'ait pas été confirmé ce qui pourrait d'ailleurs expliquer le fait qu'il ait le même genre de créature que son frère à la main en double cette fois, il se peut aussi qu’il ait été ressuscité par Shao-kahn ce dernier ayant déjà fait de même pour Sindel.
- Les noms d'Ermac et de Noob Saibot n'ont jamais été divulgués dans le film. Cependant, on peut les reconnaître grâce aux couleurs respectives de leur tenue de ninja (Ermac, le rouge et Noob Saibot, le noir)
- Lors de la bataille finale, lorsque Sonya se bat contre Ermac, ce dernier fait apparaître de son corps Noob Saibot, le ninja entièrement vêtu de noir. On peut voir au niveau de ses yeux que la couleur de sa peau est blanche au lieu du noir, comme dans le jeu. C'est comme Jade qui est d'origine asiatique dans le film au lieu d'avoir la peau mate dans le jeu ce qui lui enlève sa ressemblance avec le personnage créé par Midway hormis les vêtements et la lance. On peut aussi remarquer que Motaro n'a pas de queue métallique contrairement à toutes ses apparitions dans les jeux, quant à Mileena elle porte une tunique à dominante rose alors que dans les premiers jeux celle-ci est violette.

## Personnages des quatre premiers jeux présents
- Liu Kang : Champion du Mortal Kombat
- Kitana : Princesse de l'Outremonde
- Sonya Blade : Combattante américaine
- Jackson "Jax" Briggs : Soldat américain, partenaire de Sonya
- Raiden : Dieu du tonnerre
- Sub Zero : Ninja des glaces, jeune frère de l'autre Sub Zero qui est mort dans le premier film
- Johnny Cage : Acteur hollywoodien et expert en arts martiaux, qui est tué par Shao Kahn au début du film
- Shao Kahn : Empereur d'Outremonde, qui cherche à détruire la Terre
- Sindel : Reine d'Outremonde, qui est revenue à la vie grâce à Shao Kahn, elle s'allie à ce dernier pour la destruction de la Terre
- Jade : Guerrière d'Outremonde, qui fait équipe avec la troupe de Raiden avant de les trahir à la volonté de Shao Kahn
- Motaro : Centaure de l'armée de Shao Kahn, il se dispute souvent avec son alliée Sheeva
- Sheeva : Shokan femelle et garde du corps de Sindel, elle a une rivalité intense avec le centaure Motaro
- Ermac : Ninja de l'armée de Shao Kahn
- Rain : Général de l'armée de Shao Kahn, il est un ninja qui a un côté humain en épargnant Kabal et Stryker
- Reptile : Ninja de l'armée de Shao Kahn, tué dans le premier film avant d'être réapparu avec ses clones
- Noob Saibot : Ninja des ombres, apparu en sortant du corps d'Ermac lors de son combat contre Sonya
- Scorpion : Ninja des enfers, revenu du royaume des morts pour kidnapper Kitana durant son affrontement avec Sub Zero
- Smoke : Robot-ninja de Shao Kahn, il est armé de missiles
- Cyrax : Second robot-ninja, il est chargé de tuer Sonya et Jax
- Mileena : Guerrière mi-humaine, mi-tarkatan, considéré comme étant la sœur jumelle de Kitana, elle est masquée et se bat contre Sonya avec ses saïs
- Nightwolf : Guerrier indien qui teste Liu Kang et l'aide à maîtriser son animalité appelée "côté bestial" dans la VF du film.
- Baraka : Guerrier tarkatan de l'Outremonde, il surveille Kitana qui est retenue prisonnière par Shao Kahn avec ses clones